# Alytana aldabralis
Alytana aldabralis is een vlinder uit de familie van de grasmotten (Crambidae). De wetenschappelijke naam van deze soort is voor het eerst gepubliceerd in 1958 door Pierre Viette.
Deze soort komt voor op de Seychellen (Assumption en Aldabra).

## Waardplanten
De rups leeft op Ficus nautarum (familie Moraceae).